# سايلنت هيل 2 (لعبة فيديو 2024)
سايلنت هيل 2 (بالإنجليزية: Silent Hill 2) هي لعبة فيديو من نوع رعب البقاء من تطوير شركة بلوبير تيم ونشر كونامي، صدرت لعبة سايلنت هيل 2 على أجهزة بلاي ستيشن 5 ومايكروسوفت ويندوز في 8 اكتوبر 2024 ، وهذه اللعبة هي إعادة صناعة للعبة سايلنت هيل 2 التي صدرت عام 2001.

## مرحلة التطوير
في يونيو 2021، أعلنت شركة بلوبير تيم البولندية المطورة للعبة عن بدء "اتفاقية تعاون استراتيجي" مع كونامي تتضمن "تطويرًا مشتركًا لمحتويات مختارة وتبادلًا للخبرات" مع الناشر. وعلق بيوتر بابينو، الرئيس التنفيذي لشركة بلوبير تيم، على الاتفاقية، مؤكدًا أن "قرار شركة مرموقة مثل كونامي التعاون استراتيجيًا مع بلوبير تيم يعني انضمامنا إلى رواد عالم الألعاب، وأننا سنصبح شريكًا مساوٍ للاعبين الرائدين في هذا السوق".وأصدرت كونامي بيانًا منفصلًا، حيث صرح الناشر قائلًا: "ليس لدينا أي تفاصيل نشاركها حاليًا، ولكن يمكننا القول إنه بينما سيواصل بلوبير تيم إنتاج محتواه الأصلي الخاص، فإننا متحمسون لفرصة التعاون معهم في مشاريع محتملة عبر مختلف براءات الاختراع لدينا".
في سبتمبر 2022، كشفت سلسلة من التسريبات عن صور مزعومة مأخوذة من إعادة إنتاج مخطط لها للعبة سايلنت هيل 2 من تطوير فريق بلوبير، مما أضاف إلى التقارير الموثوقة أن كونامي كانت تشرف على مبادرة لإحياء السلسلة من خلال الاستعانة بمصادر خارجية لتطوير ألعاب مستقبلية لمطورين تعاونيين.زعم أحد مسربي الإنترنت أن الصور مأخوذة من عرض تجريبي داخلي طوره فريق بلوبير لعرض المشروع على كونامي، ونتيجة لذلك لم يمثل العنوان النهائي.أزال ممثلو كونامي الصور المسربة لاحقًا. ظهر تسريب آخر يلمح إلى اللعبة في الشهر التالي، من خلال وصف على يوتيوب لمقطع دعائي نشرته كونامي نفسها عن طريق الخطأ.
في أكتوبر 2022، أعلنت شركة كونامي رسميًا عن النسخة الجديدة خلال عرضها التقديمي للعبة سايلنت هيل ترانسميشن، إلى جانب ألعاب أخرى مثل سايلنت هيل إف، وسايلنت هيل: تاونفول، وسايلنت هيل: أسينشن، بالإضافة إلى فيلم العودة إلى سايلنت هيل.تُعد هذه اللعبة أول لعبة ضمن مبادرة مستمرة من كونامي لإحياء الاهتمام السائد بالسلسلة، والتي لم تشهد أي جزء رئيسي جديد منذ إصدار سايلنت هيل: كتاب الذكريات (2012) وإلغاء سايلنت هيل لاحقًا من استوديو كوجيما برودكشنز الداخلي السابق. وقد تم التأكيد في العرض التقديمي على عودة مصمم المخلوقات ماساهيرو إيتو والملحن الأصلي أكيرا ياماوكا للمساهمة في النسخة الجديدة. تستخدم اللعبة محرك أنريل إنجن 5.
أشار ماتيوش لينارت، المدير الإبداعي والمصمم الرئيسي لفريق بلوبير تيم، إلى أهمية "الحفاظ على الأجواء التي جعلت سايلنت هيل 2 استثنائية، مع تحديث العديد من جوانب أسلوب اللعب العام" كعامل رئيسي في قرار إعادة إنتاج اللعبة. وكشف لينارت أيضًا أن نظام القتال الأصلي من منظور الشخص الثالث وبعض مشاهد القصة قد أُعيد بناؤها بالكامل. في مقابلة مع فاميتسو، صرّح المنتج موتوي أوكاموتو بأن فريق بلوبير تيم وفريق العمل في اللعبة الأصلية كانت لديهم آراء مختلفة حول جوانب النسخة المُعاد إنتاجها التي يجب تحديثها، مقابل الحفاظ عليها من النسخة الأصلية. ومع ذلك، أشار إلى أنه "بفضل آراء فريق بلوبير، وهم من أشد المعجبين بالنسخة الأصلية، انتهى الأمر بالنسخة المُعاد إنتاجها باحترام كبير للعبة الأصلية".

## روابط خارجية
- سايلنت هيل على موقع IMDb (الإنجليزية)